# JAC J2
JAC J2—Передньопривідний хетчбек А-класу. Вперше був показаний на автосалоні в Шанхаї в 2009 році. З 2010 року автомобіль продавався на території Китаю. В 2012 році вийшла оновлена версія на Бразильському автосалоні в Сан-Пауло. З 2013 року продається в Україні.
Дизайном JAC J2 займалось дизайнерське ательє Pininfarina. Автомобіль базується на платформі зі стійками McPherson у передній підвісці і торсіонною балкою ззаду.
В базовій комплектації автомобіль має регульоване по висоті кермо, електропідсилювач керма, аудіосистему, кондеціонер та легкосплавні диски. Як опцію, можна отримати дві фронтальні подушки безпеки, парктронік, центральний замок, ABS.

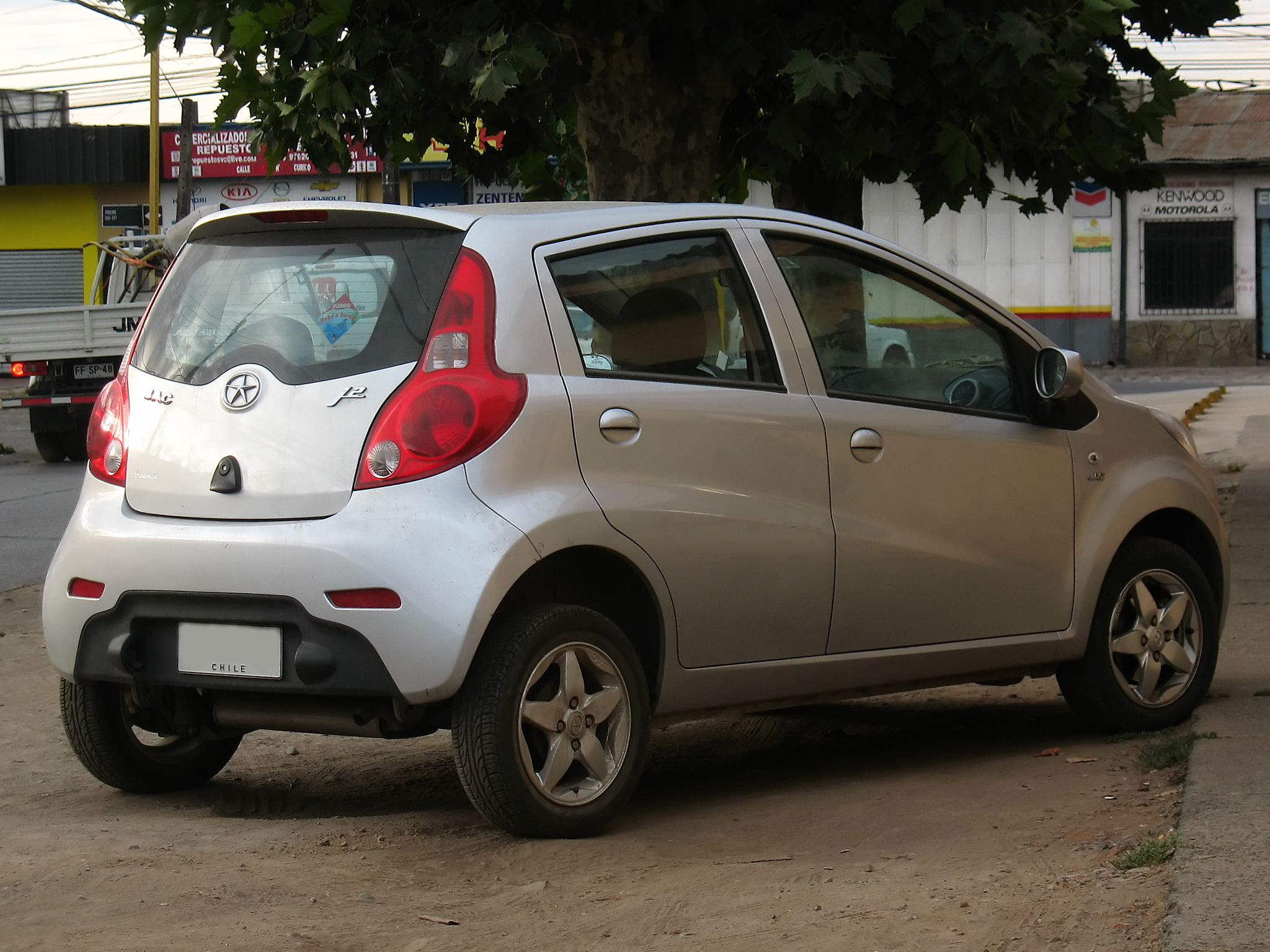
JAC J2 1.0 CE 2013

## Технічні характеристики
| Довжина, мм           | 3535      | Тип двигуна                     | 3-х циліндровий бензиновий |
| Ширина, мм            | 1640      | Кількість клапанів              | 12                         |
| Висота, мм            | 1475      | Об'єм, см.куб.                  | 999                        |
| Колісна база, мм      | 2390      | Потужність к.с/об.за хв.        | 65/6000                    |
| Колія (перед/зад), мм | 1413/1402 | Крутний момент Нм при об/за хв. | 90/3500                    |
| Кліренс, мм           | 150       | Максимальна швидкість км/год    | 130                        |
| Вага, кг              | 960       | Витрата палива, л               | 5,1                        |
| Об'єм баку, л         | 35        | Привід                          | Передній                   |
| Об'єм багажника, л    | 210       | КПП                             | 5-ти ступенева механічна   |